# Augustin Daniel Belliard
Conte Augustin Daniel Belliard (Fontenay-le-Comte, 23 marzo 1769 – Bruxelles, 28 gennaio 1832) è stato un generale francese.
Era figlio di Augustin Belliard (1734-1811), procuratore del Re a Fontenay-le-Comte, e di Angelica Robert-Morinière (1731-1773), ella stessa proveniente da una famiglia di mercanti stabilitasi a Fontenay dalla fine del XVII secolo.

## Biografia

### Rivoluzione
Belliard divenne ufficiale nell'Armata del Nord tra il 1792 ed il 1793 sotto Dumouriez in Belgio, partecipando alle battaglie di Valmy, Jemappes e Neerwinden.
Coinvolto nella disgrazia di Dumouriez, perse il grado e si riarruolò come soldato semplice. Reintegrato poi nel grado, fu posto agli ordini del generale Hoche.
Tra il 1796 ed il 1797 fece parte dell'Armata d'Italia comandata da Napoleone Bonaparte nell'omonima campagna, combattendo a Castiglione delle Stiviere, Caldiero, Arcole e divenne generale di brigata.
Nel corso della spedizione in Tirolo combatté al passaggio del Lavis, a Trento e a Bressanone, ove sconfisse il generale austriaco Landon, catturando 2.000 prigionieri e sottraendogli quattro pezzi di artiglieria.
Agli inizi del 1798, dopo aver conquistato la città di Civitavecchia, raggiunse il generale Berthier, che, occupata Roma, aveva esautorato papa Pio VI e proclamata la Repubblica romana. Berthier lo inviò in missione diplomatica a Napoli.
Partecipò nel 1798 alla campagna d'Egitto, ove operò agli ordini del generale Desaix e del generale Kléber. Combatté la battaglia delle piramidi, divenne governatore dell'Alto Egitto e con le sue truppe raggiunse la Nubia. Combatté la cavalleria nemica a Heliopolis, ed ebbe un ruolo fondamentale nella presa di Bulal e del Cairo.

### Periodo consolare e Primo Impero

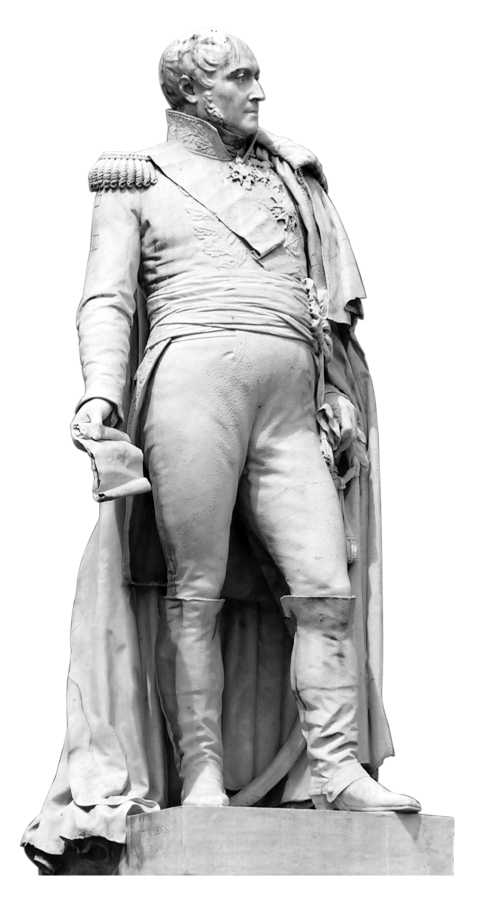
Augustin Daniel Belliard, statua di Guillaume Geefs.

Rientrato in Francia, venne nominato generale di divisione nel 1800 e trasferito a Bruxelles al comando della 24ª divisione militare; quivi rimase fino al 1804.
Nel 1805 combatté contro Austria, Prussia e Russia, sotto Gioacchino Murat. Durante la battaglia di Austerlitz venne nominato sul campo Cavaliere di Gran Croce della Legion d'onore.
Nel 1808 passò all'Armata di Spagna. Re Giuseppe Bonaparte lasciò Madrid con la sua riserva di 5850 uomini il 23 luglio 1809, per combattere la battaglia di Talavera. Volendo affrontare gli anglo-spagnoli con il massimo potenziale possibile, il re lasciò a Belliard, governatore di Madrid, soli 4000 soldati. In pratica le forze di Belliard erano rappresentate da una brigata della divisione di Jean Joseph Dessolles e da pochi spagnoli pro-francesi. Vi erano potenziali minacce, una colonna portoghese di forza sconosciuta guidata da Robert Thomas Wilson, l'esercito spagnolo di La Mancha di Francisco Javier Venegas ed un'insurrezione. Se qualcuna di queste minacce si fosse sviluppata, a Belliard era stato ordinato di ritirarsi a Retiro per l'estrema difesa. Dopo la sconfitta di Talavera, Giuseppe ordinò a Belliard di prepararsi alla difesa di Retiro. Venegas non riuscì a sfruttare l'occasione, gli uomini di Wilson erano troppo pochi, e la crisi passò.
Il 9 marzo 1810 fu creato conte dell'Impero. Impegnato nella Campagna di Russia del 1812 come Capo di Stato Maggiore di Gioacchino Murat, combatté a Dresda, Lipsia e Hanau. Fu gravemente ferito nella battaglia di Craonne.
Durante la Campagna di Francia del 1814 comandò un corpo di cavalleria, partecipando alle battaglie di Montmirail e di Château-Thierry.
Si trouvava a Fontainebleau con i generali Drouot, Bertrand e Caulaincourt quando Napoleone rassegnò le sue dimissioni e fece il discorso di addio.

### Restaurazione
Dopo il rovesciamento di Napoleone Bonaparte, Luigi XVIII gli conferì il titolo di pari di Francia. Quando Napoleone tornò dall'isola d'Elba nel 1815, Belliard divenne comandante degli uomini della Mosella. Dopo la battaglia di Waterloo si arrese a Luigi XVIII, gli fu revocato il titolo di pari, e fu imprigionato per mesi prima di riottenere il titolo nel 1819.
Antico compagno d'armi di Luigi Filippo di Francia, insieme al quale aveva combattuto a Valmy e a Jemappes, aderì alla Monarchia di Luglio. Dopo la Rivoluzione belga del 1830 - 1831, venne nominato ambasciatore a Bruxelles. Nominato ai primi del 1832 ambasciatore a Madrid, non fece in tempo a partire per la nuova destinazione: il 28 gennaio 1832, nel Parco di Bruxelles, ebbe un colpo apoplettico che ne causò il decesso. La salma venne traslata a Parigi ed inumata nel cimitero di Père-Lachaise. Il suo nome è scolpito nell'Arco di Trionfo di Parigi, al pilastro sud, colonna 24.
Massone, fu tra i primi membri della loggia militare Les Amis Philanthropes di Bruxelles, fondata nel 1798.
Rue Belliard a Bruxelles prende il nome da lui, così come una via di Anversa.